# Николай Русев (офицер)
Николай Русев Русев е български офицер, генерал-майор, летец 1-ви клас.

## Биография
Роден е на 13 март 1971 г. в Плевен. Средното си образование завършва в Техникума по механоелектротехника в родния си град през 1990 г. От 1990 до 1995 г. учи във Висшето военновъздушно училище „Георги Бенковски“ в Долна Митрополия. Завършва като военен летец-пилот като първенец на випуска. През 1993 е в първата група курсанти, които посещават Военновъздушната академия на САЩ. От 1995 до 1996 г. е старши пилот в звено във втора изтребителна авиобаза в Габровница. Между 1996 и 1998 г. е командир на звено в същата авиобаза. През 1998 г. завършва курс по мироопазващи операции в Канада. През 1999 г. завършва курс по оперативен английски в Унгария. В периода 1998 – 2000 г. е командир на звено в ескадрила в първа изтребителна авиобаза в Доброславци. От 2000 до 2003 г. е командир на звено в ескадрила в 3-та авиационна база в Граф Игнатиево. През 2003 г. за кратко е помощник-началник в отделение „Планиране, програмиране, анализ и оперативна съвместимост“ в поделение 26790.
През 2005 г. завършва Военната академия в София с отличен успех. След завръщането си е назначен за помощник-началник в секция „Щурманска подготовка и осигуряване“ (2005 – 2006). Между 2006 и 2007 г. е помощник-началник в отделение „Планиране на летателно-тактическата подготовка“. От 2007 до 2008 г. е щурман на ескадрила в 3-та авиационна база. След това за кратко е заместник-командир на ескадрила в същата база (2008). В периода 2008 – 2012 е командир на ескадрила в 3-а авиационна база. Между 2012 и 2016 г. е началник на отделение „Планиране и отчитане на летателната дейност“. От 2015 до 2016 г. учи във Военновъздушния колеж „Максуел“ в САЩ. След като се завръща е заместник-командир по летателната подготовка. Между 2018 и 2020 г. е заместник-командир на 3-та авиационна база. Лети на самолетите Л-39, Л-29, МиГ-23 и МиГ-29.
От 28 септември 2020 г. е бригаден генерал и началник на трета авиобаза в Граф Игнатиево. От 1 април 2025 г. е освободен от длъжността командир на 3-та авиационна база и е назначен за командир на българските Военновъздушни сили, като е удостоен със звание генерал-майор. Награждаван е с Почетен-награден знак „България-НАТО“ – II степен (2010), Награден знак „За вярна служба под знамената“ – II ст. (2018) и I ст. (2021) и други награди и грамоти.

## Образование
- Техникум по механоелектротехника, гр. Плевен – 1986 – 1990
- Висшето военновъздушно училище „Георги Бенковски“ – 1990 – 1995
- Военна академия „Георги Сава Раковски“ – 2003 – 2005
- Военновъздушен колеж „Максуел“ – 2015 – 2016

## Военни звания
- Лейтенант (1995)
- Старши лейтенант (1997)
- Капитан (2000)
- Майор (2008)
- Подполковник (2012)
- Полковник (1 декември 2016)
- Бригаден генерал (28 септември 2020)
- Генерал-майор (1 април 2025)